# Hindou Oumarou Ibrahim
Hindou Oumarou Ibrahim là một nhà hoạt động môi trường và nhà địa lý học. Bà là Điều phối viên của Hiệp hội Phụ nữ Peul và Nhân dân Autochthonous của Chad (AFPAT).
Năm 2016, Ibrahim đã được chọn để đại diện tại lễ ký Thỏa thuận khí hậu Paris lịch sử vào ngày 22 tháng 4 năm 2016. Trong tuyên bố của mình tại buổi ký kết, bà lưu ý: "Biến đổi khí hậu đang làm tăng thêm nghèo đói mỗi ngày, buộc nhiều người phải rời bỏ nhà cửa vì một tương lai tốt đẹp hơn".

## Khả năng lãnh đạo
Ibrahim là đồng chủ tịch của Diễn đàn người bản địa quốc tế về biến đổi khí hậu, đại diện cho diễn đàn tại Công ước Liên hợp quốc về chống sa mạc hóa (UNCCD) và đại diện cho Liên minh công lý khí hậu Liên minh châu Phi (PACJA), nơi bà đóng vai trò là chủ tịch tuyển dụng. Bà cũng là thành viên của Hội đồng Chính sách Liên hợp quốc: Quan hệ đối tác người bản địa (UNIPP) và của Ủy ban điều hành của Ủy ban điều phối người bản địa châu Phi (IPACC).

## Giải thưởng và vinh danh
Năm 2017, Ibrahim được công nhận là Nhà thám hiểm mới nổi của Hiệp hội Địa lý Quốc gia, một giải thưởng công nhận và hỗ trợ các nhà khoa học, nhà bảo tồn, người kể chuyện và nhà đổi mới xuất sắc. Năm 2017, bà cũng được nhắc đến như một phần của dự án 100 Phụ nữ của BBC (công nhận 100 phụ nữ có ảnh hưởng và truyền cảm hứng mỗi năm).